# Fulco Luigi Ruffo-Scilla
Fulco Luigi Ruffo-Scilla (ur. 6 kwietnia 1840 w Palermo, zm. 29 maja 1895 w Rzymie) – włoski duchowny katolicki, kardynał.

## Życiorys
Święcenia kapłańskie przyjął 20 września 1862 w Rzymie. 28 grudnia 1877 mianowany arcybiskupem metropolitą Chieti. Sakrę biskupią otrzymał 6 stycznia 1878 z rąk kardynała Flavio Chigi w bazylice laterańskiej w Rzymie. 16 maja 1887 mianowany nuncjuszem w Bawarii. Kreowany kardynałem prezbiterem Santa Maria in Traspontina na konsystorzu 14 grudnia 1891. Kamerling Świętego Kolegium Kardynałów w latach 1894-1895.